# تاريخ القوقاز نسور الشيشان في مواجهة الدب الروسي (كتاب)
تاريخ القوقاز نسور الشيشان في مواجهة الدب الروسي هو كتاب من تأليف محمود يوسف عبد الرحمن. يبحث فيه المؤلف تاريخ شعوب القوقاز، وأصل الشركس وخصائصهم ونشأة دولهم، وكيفية اعتناقهم الإسلام، وعلاقتهم مع الحكم الشيوعي، وما تعرض له الشيشان والإنغوش خلال الحرب العالمية الثانية. كما يتطرق إلى أسباب انهيار الإتحاد السوفيتي، ويدرس وقائع الثورة الشيشانية وحصار غروزني، وتاريخ جوهر دوداييف، وكيفية اغتياله. ويتناول حرب الإبادة في الشيشان، ووقائع التحرير، وموقف الرأي العام الروسيا، والعالمي، والعربي، منها. ويختم بملحق يتضمن أهم أحداث الشيشان من أيلول سنة 1991 إلى تشرين الثاني سنة 1997.